# Цирта
Цирта (лат. Cirta, что значит по-финикийски «город») — столица Нумидийского царства, на месте которой ныне стоит алжирский город Константина.
Во время Второй Пунической войны у стен Цирты Сципион наголову разбил войско нумидийского царя Сифакса. Взятие Цирты Югуртой и его расправа с двоюродным братом Адгербалом, другом и союзником римского народа, послужили предлогом к развязыванию Югуртинской войны.
После взятия римлянами Цирта возглавляла союз четырёх верных Риму городов Африки. В городе проживало множество римских торговцев, значительную часть населения составляли также греки и карфагеняне. Цирта долгое время оставалась самым латинизированным городом Африки, сохраняя верность императору даже после нашествия вандалов.
Город был разрушен Максенцием во время боевых действий против Александра, но был восстановлен в 313 году Константином, который дал ему своё имя.

## Другие резиденции нумидийских царей
- Гиппон-Регий
- Булла-Регия